# テヘロス会議
テヘロス会議は、1897年3月22日にカヴィテ州ヘネラルトリアスで開催されたカティプナンのマグダロ派とマグディワン派による会議。

## 議題
会議ではフィリピン独立革命中にカミロ・ポラビエヤ総督下のスペインに対するカヴィテ州防衛と独立革命運動の指導者の指定が議題となった。

## 選挙の結果
選挙の結果はマグダロ派のエミリオ・アギナルドが146票、アンドレス・ボニファシオが80票、マグダロ派のマリアノ・トリアスが30票であった。エミリオ・アギナルドは大統領、マリアノ・トリアスが副大統領、アンドレス・ボニファシオが内務省長官となった。
ボニファシオはカティプナンの最高司令官であったため、選挙の議長をつとめていた。ボニファシオは最終的に選挙の結果を受け入れたが、再集計を主張した。ボニファシオの部下セベリノ・デ・ラスアラスはボニファシオを副大統領とするよう画策したが、無駄に終わった。マグダロ派でカヴィテ州を地元とするダニエル・チロンナがボニファシオのように弁護士資格のない人間が副大統領の地位に就くべきではないと反対し、代わりに弁護士のホセ・デル・ロザリオを推薦した。ボニファシオはチロンナに発言の撤回を求めたが、チロンナはそれに答えずにその場を離れようとしたため、ボニファシオは銃を構えた。しかしアルテミオ・リカルテが制止した。こうしてボニファシオはカティプナンの最高司令官の地位を失うこととなった。
エミリオは兄のクリスプロ・アギナルドの忠告に従って会議には列席せず、パソンサントルの軍事前線にいた。エミリオに他の革命同志の誓いの場に赴くことを勧めたクリスプロは1897年3月7日から3月24日までのパソンサントルの戦いで戦死した。
また、選挙についてのボニファシオらの疑義については、投票が公正に実施されたという主張によって退けられた。その後、カティプナンを離れたボニファシオはエミリオらによって二ヶ月後の5月に殺害された。